# Liste der Naturdenkmale in Irndorf
| Naturdenkmale | Anzahl |
| ------------- | ------ |
| FND           | 0      |
| END           | 5      |
| Gesamt        | 5      |

Die Liste der Naturdenkmale in Irndorf nennt die verordneten Naturdenkmale (ND) der im baden-württembergischen Landkreis Tuttlingen liegenden Gemeinde Irndorf. In Irndorf gibt es insgesamt fünf als Naturdenkmal geschützte Objekte, keines ist ein flächenhaftes Naturdenkmal (FND), alle sind Einzelgebilde-Naturdenkmale (END).
Stand: 31. Oktober 2016.

## Einzelgebilde (END)
| Name                           | Bild | Kennung     | Einzelheiten | Position | Fläche Hektar | Datum        |
| ------------------------------ | ---- | ----------- | ------------ | -------- | ------------- | ------------ |
| Hülbenwäldlebuche              | BW   | 83270270008 | Irndorf      | ⊙        | 0,0           | 1. Aug. 1986 |
| Wettereiche auf dem Eichfelsen | BW   | 83270270006 | Irndorf      | ⊙        | 0,0           | 1. Aug. 1986 |
| 2 Buchen am Wetterkreuz        | BW   | 83270270003 | Irndorf      | ⊙        | 0,0           | 1. Aug. 1986 |
| 2 Eschen                       | BW   | 83270270002 | Irndorf      | ⊙        | 0,0           | 1. Aug. 1986 |
| 4 Linden an der Kirchentreppe  | BW   | 83270270009 | Irndorf      | ⊙        | 0,0           | 1. Aug. 1986 |
| Legende für Naturdenkmal       |      |             |              |          |               |              |